# Radlin
Radlin é um município da Polônia, na voivodia da Silésia e no condado de Wodzisław. Estende-se por uma área de 12,53 km², com 17 861 habitantes, segundo os censos de 2017, com uma densidade de 1425,5 hab/km².